# Chiesa di Santa Maria ad Balnea
La chiesa di Santa Maria ad Balnea si trova a San Casciano dei Bagni, in provincia di Siena.

## Descrizione
Risalente all'XI-XII secolo, e restaurata nel Novecento, si è sviluppata intorno ad un pilone votivo dedicato al culto della Vergine. Infatti su un altare cinquecentesco è l'affresco della Vergine col Bambino della prima metà del XIII secolo; accanto, i Santi Pietro e Paolo e nelle vele della volta i Quattro Evangelisti. Sopra l'altare di destra è la Vergine in trono col Bambino (1403) e sopra quello di sinistra un'Annunciazione tra i Santi Benedetto e Sigismondo e nella lunetta Dio Padre (XV secolo).
Nell'abside, a sinistra è una Crocifissione (XVI secolo), a destra i Santi Bernardino e Michele Arcangelo (XV secolo). Il pilastro mediano è affrescato con figure di Santi (XIV-XV secolo). All'esterno, nel timpano, è una Madonna col Bambino del XVI secolo.